# Szamosszéplak
Szamosszéplak (románul: Aluniș, 1926-ig Săplac) falu Romániában, Szilágy megyében.

## Fekvése
Szilágycsehtől keletre, Benedekfalva és Inó közt, a Szamos bal partján fekvő település.

## Története
Szamosszéplak (Széplak) Árpád-kori település. Nevét 1246-ban említette először oklevél Sceplok néven.
1387-ben Zeplak, 1423-ban Zephlak, 1450-ben Zephlak, 1494-ben Széplak néven írták.
1387-ben a Szolnok vármegyéhez és az aranyosi várhoz tartozó települést Zsigmond király
Kusalyi Jakcs mester fiainak György, István és András kincstárnokoknak, és Bereg vármegyei főispánoknak adta. A Kusalyi Jakcsoké volt még 1475-ben is.
1494-ben Drágffy Bertalan kapta meg. Drágffy birtok volt még 1543-ban is, ekkor Drágffy Gáspár volt birtokosa.
1593-ban Somlói Báthory Zsigmondé, aki Széplak tizedét Gyulafi Lászlónak adta.
1671-ben a széplaki határon osztozkodtak Barcsai Zsigmondné Gyulafi Borbála gyermekei: Kapi György, Balassa Imréné Barcsai Judit, Bethlen Farkasné Ostrosith Borbála osztoztak meg.
1733-ban Gyulai, Mikes, Macskási, Toroczkai és Bethlen családok osztoztak a birtokon.
A 20. század elején Szilágy vármegye Zsibói járásához tartozott.
Az 1910-es népszámláláskor 633 lakosa volt, ebből 49 magyar, 579 román, melyből 582 görögkatolikus, 33 református, 10 izraelita volt.

## Nevezetességek
- Görögkatolikus fatemploma 1720-ban épült. Anyakönyvet 1824-től vezetnek.